# Егорова, Людмила Ивановна (актриса)
Людмила Ивановна Егорова (род. 23 июня 1939, Ленинград) — русская и советская актриса.

## Биография
Окончила Ленинградский Государственный институт театра, музыки и кино в 1964 году, курс Ф. М. Никитина.
За годы учёбы сыграла:
- «Три сестры» А. П. Чехова — Маша
- «Иркутская история» А. Н. Арбузова — Валька, Лариса

Несколько лет (с 1964 года) работала в Ленконцерте. С 1968 года работает в Театре драмы и комедии (ныне Театр на Литейном).

## Театральные работы
- Недотрога — «Недотрога», Лев Устинов. Режиссёр — Лайма Сальдау
- Ганка — «Мораль Пани Дульской», Габриэля Запольская. Режиссёр — Лайма Сальдау
- Елена — «Женитьба Белугина», А. Н. Островский. Режиссёр — Лайма Сальдау
- Рози — «Том — большое сердце», Сергей Богомазов, С. Шатров. Постановка — Лайма Сальдау
- Жена рабочего — «Мой сын», Ю. Яковлев. Постановка — Г. Иванов
- Иоанна — «Мы, джаз и привидения», Э. Низюрский. Постановка — Лайма Сальдау
- Кэт — «Моя жена — лгунья», Маргарет Мэйо, Морис Эннекен. Постановка — Наум Лифшиц
- Маланья, кухарка — «Холостяк», И. С. Тургенев. Постановка — Кирилл Филинов
- Марианна — «Мера за меру», Уильям Шекспир. Постановка — Андрей Андреев
- Мать Димки — «Р. В. С.», А. П. Гайдар. Постановка — Лайма Сальдау
- Анисья — «Чужая кровь», М. А. Шолохов. Постановка — заслуженный артист России Яков Хамармер
- Панченко — «Кафедра», В. Врублевская. Постановка — В. Осипов
- Маша — «Дорога цветов», В. Катаев. Постановка — заслуженный артист России Яков Хамармер, режиссёр — Геннадий Руденко
- Миссис Брэдман — «Сеанс», Ноэл Коуард. Постановка — заслуженный артист России Яков Хамармер
- Жена доцента — «Ремонт», М. М. Рощин. Постановка — Вадим Голиков
- Старуха — «Собачье сердце», М. А. Булгаков. Постановка — Арсений Сагальчик
- Женщина по объявлению — «С любимыми не расставайтесь», Александр Володин. Режиссёр — заслуженный артист России Александр Галибин
- Фрейлина — «Великая Екатерина», Джордж Бернард Шоу. Постановка — лауреат Государственной премии России Геннадий Тростянецкий, режиссёр — Сергей Черкасский
- Федосья — «Семейный портрет», М. Горький. Режиссер — народный артист России, лауреат премии им. К. С. Станиславского Александр Кузин
- Офелия — «Театральный роман», М. Булгаков. Режиссёр — Игорь Ларин
- Княжна Ольга — «Отцы и сыновья», Брайан Фрил, И. С. Тургенев. Режиссёр-постановщик — Сергей Морозов

Роли в детских спектаклях:
- Черепаха Тортилла — «Буратино», Алексей Толстой. Режиссёр — Светлана Свирко
- Фрекен Розенблюм — «Пеппи Длинный чулок», Астрид Линдгрен. Режиссёр — заслуженный деятель искусств России Михаил Левшин

## Роли в кино
| Год  |     | Название                                                                                | Роль                                                |
| ---- | --- | --------------------------------------------------------------------------------------- | --------------------------------------------------- |
| 2019 | ф   | Крик тишины                                                                             | Евгения Петровна                                    |
| 2017 | с   | Лабиринты                                                                               | Одинокова                                           |
| 2016 | с   | Тайны следствия-16 (Фильм №3: Любовь должна быть счастливой)                            | соседка Клюева                                      |
| 2012 | с   | Улицы разбитых фонарей-12 (5-я серия: Черная вдова)                                     | Софья Семёновна, мать Марка                         |
| 2010 | с   | Дорожный патруль-4 (11-я серия: Две с половиной минуты)                                 | консьержка                                          |
| 2010 | ф   | Врач                                                                                    | эпизод                                              |
| 2007 | ф   | Опера. Хроники убойного отдела-3 (фильм 6: «Частный случай») (режиссёр — Игорь Истомин) | Мать Шевцова                                        |
| 2007 | ф   | Груз 200                                                                                | Мать Артёма                                         |
| 2007 | ф   | Варенька                                                                                | эпизод                                              |
| 2006 | с   | Расписание судеб (3 и 5 серии) (режиссёр — Александр Бурцев)                            | Екатерина Смирнова                                  |
| 2006 | ф   | Защита Красина                                                                          | Софья Устиновна, соседка                            |
| 2004 | с   | Улицы разбитых фонарей-6 (7-я серия: Пограничное состояние)                             | соседка                                             |
| 2004 | ф   | Русское                                                                                 | эпизод                                              |
| 2004 | с   | Ментовские войны-1 (Фильм №2: Недетские игры)                                           | Анастасия Павловна                                  |
| 2003 | ф   | Я все решу сама-2. Голос сердца                                                         | эпизод                                              |
| 2001 | с   | Чёрный ворон                                                                            | скотница                                            |
| 2000 | ф   | Свадьба                                                                                 | эпизод                                              |
| 1992 | ф   | Скупой (фильм-спектакль)                                                                | тетушка Клод                                        |
| 1987 | ф   | Зеркало для героя                                                                       | эпизод                                              |
| 1985 | ф   | Грядущему веку                                                                          | Олимпиада Михайловна, мать Антона                   |
| 1978 | мтф | Соль земли                                                                              | член президиума со стаканом воды (нет в титрах)     |
| 1977 | ф   | Вторая попытка Виктора Крохина                                                          | эпизод                                              |
| 1976 | ф   | Сладкая женщина                                                                         | Клавдея, деревенская соседка и подруга детства Анны |
| 1964 | ф   | Поезд милосердия                                                                        | Клава Мухина, медсестра                             |
| 1960 | ф   | Леон Гаррос ищет друга (СССР, Франция)                                                  | Светлана, подруга Маши (нет в титрах)               |
| 1961 | ф   | Поднятая целина                                                                         | Варюха-горюха (Варя Харламова)                      |
| 1956 | ф   | Солдаты                                                                                 | санинструктор (нет в титрах)                        |